# Michel Sogny
Michel Sogny (* 21. listopadu 1947, Pau, Francie) je francouzský pianista, skladatel a spisovatel maďarského původu. Vyvinul nový přístup k výuce hry na klavír. Jeho metoda umožnila mnoha studentům všech věkových kategorií užít si cvičení na tento nástroj, protože hra na klavír je obecně považována za nedosažitelnou, pokud se nevyučuje v dětství.

## Životopis
Michel Sogny navštěvoval École Normale de Musique de Paris, kde se věnoval studiu hry na klavír pod vedením Julese Gentila a Yvonne Desportes. Má magisterský titul v oboru psychologie, bakalářský titul v oboru literatury a doktorský titul v oboru, který dokončil na Sorbonně v roce 1974 pod vedením Vladimira Jankélévitche. Michel Sogny je zakladatelem SOS Talents Foundation.
Spolu s Valéry Giscard d'Estaing a pravnučkou Franze Liszta Blandine Ollivier de Prévaux byl Sogny jedním ze zakládajících členů Francouzské asociace Franze Liszta.

## Klavírní metoda Michel Sogny
Sognyho metodologie se vyučuje na jeho školách v Paříži a Ženevě. Od roku 1974 ovládá hru na klavír Sognyho metodou více než 20 000 studentů.
Metoda se skládá ze dvou hlavních složek: Didaktické práce – Prolégomènes, což jsou malá cvičení. Polegomeni rozvíjejí hudební symfonii a vnímání zvuku. Druhý směr tvoří cyklus etud, kde je těžištěm rozvoj technických dovedností, jako jsou gesta rukou a pozice.
Jedním ze Sognyho studentů, který začal cvičit na klavír v dospělosti, byl profesor francouzského jazyka Michel Paris. Po absolvování čtyřletého Sogniho metodického kurzu ve věku 30 let uspořádal samostatný koncert v divadle Théâtre des Champs-Élysée pod záštitou Ministerstva kultury.
Další úspěšnou studentkou Michela Sognyho byla Claudine Zévaco, která vystoupila v Théâtre des Champs-Élysée v letech 1983 a 1984.
V roce 1981 se Senát formálně obrátil na ministra kultury Jacka Langa, aby projednal zavedení metodologie Michela Sognyho v celé Francii.